# Limes inferior
Limes inferior (en español límite inferior) es una novela distópica de ciencia ficción escrita en 1982 por el autor polaco Janusz Zajdel.
Limes inferior, es una de las obras de Zajdel más conocidas, es una distopía que muestra una visión sombría de una futura sociedad resultante de la fusión de los dos sistemas que compiten en el momento - el comunismo y el capitalismo. Es aparentemente una sociedad libre, que está, de hecho, estrictamente controlada a través de un sistema electrónico de llaves de identificación biométricos, los medios de comunicación censurados y otras formas de control social. El libro no fue traducido al inglés.
- Datos: Q6549300